# Hildegard Schnell
Hildegard Schnell (* 21. August 1908 in Schwarzholz; † 2. März 1986) war eine hessische Politikerin (CDU) und Abgeordnete des Hessischen Landtags.

## Ausbildung und Beruf
Hildegard Schnell besuchte nach der Mittlere Reife und einer zweijährigen Landwirtschaftslehre die Höhere Handelsschule. Nach der Abschlussprüfung arbeitete sie als Volontärin und war dann praktisch tätig. Nach ihrer Hochzeit siedelte sie 1933 nach Peru über. Dort nahm sie einige Expeditionen ins Innere des Landes vor. 1942 wurde Hildegard Schnell in die USA ausgewiesen und in Texas interniert. Ende 1942 wurde sie nach Deutschland ausgetauscht und lebte dort bis 1945 in Schlesien. Nach Kriegsende flüchtete sie auf den väterlichen Hof in der Altmark, der Ende 1945 enteignet wurde. Ende 1946 flüchtete sie erneut in die westlichen Besatzungszonen nach Schlüchtern. 

## Politik
Hildegard Schnell wurde im Februar 1952 Mitglied der CDU. Dort war sie 1964 CDU-Kreisvorsitzende. Sie war von 1961 bis 1964 Stadtverordnete in Salmünster und von 1952 bis 1956 Mitglied des Kreistags Schlüchtern.
Von 1. Dezember 1958 bis zum 30. November 1970 war sie drei Wahlperioden lang Mitglied des Hessischen Landtags. 1964 war Hildegard Schnell Mitglied der 4. und 1969 der 5. Bundesversammlung. Am 19. Juli 1968 verlieh ihr Bundespräsident Lübke das Verdienstkreuz 1. Klasse des Verdienstordens der Bundesrepublik Deutschland.

## Sonstige Ämter
Hildegard Schnell war seit 1949 in der Landfrauenarbeit tätig und wurde 1951 Kreisvorsitzende des Landfrauenverbandes Schlüchtern. 1970 wurde sie erste Vorsitzende des Büros für staatsbürgerliche Frauenarbeit e.V.